# Ein starkes Team: Die letzte Runde
Die letzte Runde ist ein deutscher Fernsehfilm von Ulrich Zrenner aus dem Jahr 2022. Es handelt sich um die 87. Folge der Krimiserie Ein starkes Team mit Florian Martens und Stefanie Stappenbeck in den Hauptrollen. Es ist der dreiundzwanzigste Einsatz von Linett Wachow an der Seite von Otto Garber. Die Erstausstrahlung erfolgte am 8. Januar 2022 im ZDF.

## Handlung
Der Berliner Kommissar Otto Garber und seine Kollegin Linett Wachow ermitteln diesmal im Fall der 17-jährigen Jule, die von einem Auto, das sie in hoher Geschwindigkeit erfasste, angefahren wurde. Der Notfallarzt stellt fest, dass Jule eine Stichverletzung im Bauchbereich hat. Diese kann nicht vom Unfall stammen. Seitdem schwebt die Jugendliche in Lebensgefahr. Ermittlungen führen bis zur alten Stammkneipe des Kommissars Otto Garber. Der Wirt Ralf Rosbach, ein alter Bekannter von ihm, hatte Jule als Aushilfe beschäftigt. Jule war bei Pflegeeltern, dem Ehepaar Leutheuser, untergekommen. Doch Maya und Christian Leutheuser haben Jule noch nicht mal als vermisst gemeldet, was den Kommissaren ziemlich merkwürdig vorkommt. Nach intensiver Recherche steht fest, dass der Pflegevater mit seinem Schützling sexuellen Kontakt pflegte. Die Ehefrau scheint davon erst im Zuge der Ermittlungen Kenntnis erlangt zu haben, was eine Täterschaft aus Eifersucht ihrerseits ausschließt. Pflegesohn Leon scheint seinerseits in Jule verliebt zu sein, ist aber wenig kooperativ, was die Ermittlungen erschwert.
Otto Garber konzentriert sich auf Ralf Rosbach und seine alte Stammkneipe, der in Kürze die Schließung droht und in deren Hinterhof Spuren darauf deuten, dass Jule hier niedergestochen worden ist. Der Wirt und sein nahezu letzter Stammgast Hartmut Jenke scheinen mehr zu wissen als sie zugeben. Mit der Zeit findet Garber heraus, dass Jenke der Unfallfahrer war und sich angeblich wegen Alkoholgenusses nicht der Polizei stellen wollte. Er ist Berufsfahrer für einen Sicherheitsdienst seines Bruders und fürchtet um seinen Arbeitsplatz. Der wackelt allerdings auch so aus beruflichen Gründen, denn Hauptkunde der Jenkes ist eine Bankfiliale, die ebenfalls kurz vor der Schließung steht. Der Leiter dieser Filiale ist ausgerechnet der Zeuge, der Jule auf der Straße gefunden hatte. Für Garber sind das alles sehr seltsame Zufälle. Er ahnt nicht, dass er dichter an der Lösung ist als er glaubt, denn Rosbach und Jenke haben ein gemeinsames Geheimnis: Bevor der Geldtransport zum letzten Mal seine Runde fährt, wollen die beiden mit einem Trick die wertvolle Ladung an sich bringen. Dazu hat Rosbach einen Transporter besorgt und als optisches Duplikat zu dem Fahrzeug der Jenkes aufgearbeitet. Leon, dem Jules Schicksal keine Ruhe lässt, stört die beiden mit seinen Nachfragen und entdeckt zufällig den Transporter. Kurz vor ihrem Coup können sie sich kein Risiko mehr erlauben, und als Leon zu fliehen versucht, weiß sich Rosbach keinen anderen Rat, als Leon mit Jenkes Waffe zu erschießen. Als die Leiche in einem Waldstück gefunden wird, ist Garber schnell klar, dass die Spur wieder zu seiner alten Stammkneipe führt, denn dieses Waldstück hatte früher Rosbach regelmäßig zu Spaziergängen genutzt. Als Garber und Wachow bei Rosbach erscheinen, hat er gerade mit Jenkes Hilfe kurz vor Ablieferung der Geldkoffer mit ihm den Wagen getauscht, sodass bei der Bank nur vorbereitete leere Geldkisten angeliefert wurden und er die vollen Kisten im Besitz hatte. Jule war hinter den Plan gekommen und hatte die beiden erpresst. Im Streit hatte Rosbach auf sie eingestochen, und als sie fliehen konnte, hatte Jenke sie mit dem Transporter eingeholt und sie bewusst angefahren. Beide werden festgenommen, doch das Geld hatte Rosbach seiner vietnamesischen Freundin anvertraut, und die ist nun mit dem Flugzeug auf dem Weg zu ihrer Familie nach Hanoi.

## Hintergrund
Die Dreharbeiten für Die letzte Runde erstreckten sich unter den vorgegebenen Corona-Arbeitsschutzauflagen vom 4. Januar 2021 bis zum 4. Februar 2021 und fanden in Berlin und Umgebung statt.

## Rezeption

### Einschaltquote
Die Erstausstrahlung von Die letzte Runde am 8. Januar 2022 wurde in Deutschland von 7,96 Millionen Zuschauern gesehen und erreichte einen Marktanteil von 26,1 Prozent für das ZDF.

### Kritiken
Tilmann P. Gangloff wertete für tittelbach.tv und schrieb: „Ulrich Zrenners Inszenierung ist routiniert und handwerklich sauber, aber nicht sonderlich aufregend, weshalb der Film nach dem Buch von Vielschreiber Timo Berndt vor allem vom Entwurf der Figuren lebt; und von der sehr lange offenen Frage, wer es warum auf das Mädchen abgesehen hatte. Interessant ist auch die Alibi-Variante: Mehrere Männer hätten ein Motiv, können jedoch ihre Unschuld beweisen, weshalb dem Ermittlertrio schließlich die Verdächtigen ausgehen.“
Bei Prisma.de schrieb Wilfried Geldner: „Die ersten 45 Minuten sind unübertrefflich, Garbers Sprüche sitzen, die Kumpels von früher werden hart angefasst.“ „Ihm nützt auch diesmal wieder sein untrüglicher Instinkt und seine raue Gangart.“ „Familienzerrüttung, Vergewaltigung, Gentrifizierung, ein Geldraub obendrein: Der Fall wirft einen ganzen Berg von Problemen auf. Schnelle Schnitte brechen in Serienmanier tiefer gehende Gespräche“, aber „machen aus der ‚letzten Runde‘ trotzdem ein starkes Stück.“
Oliver Armknecht von film-rezensionen.de meinte: „‚Die letzte Runde‘ ist ein Film, der gleich doppelt Anlass zur Nostalgie gibt. Da wäre zum einen die Kneipe, in der Otto früher verkehrte und an die es die eine oder andere feuchtfröhliche Erinnerung gibt. Sie steht dabei nicht nur für die Vergangenheit des Polizisten, sondern für eine universelle Vergangenheit, die langsam verlorengeht. Schon vor Corona, das zu einer Dauerbelastung für solche Orte wurde, waren sie akut bedroht. Der TV-Krimi erzählt davon, wie es für solche Spelunken keinen wirklichen Platz mehr gibt. Das Publikum ist in die Jahre gekommen, die Jungen suchen sich etwas anderes. Die Gentrifizierung, die alles Alte und Persönliche zugunsten einer reicheren Neubevölkerung ausmerzt, tut ihr Übriges. Immer wieder ist die Stimmung von Wehmut geprägt, wenn hier an früher gedacht wird – der Titel wurde nicht zufällig gewählt.“